# Grammis/Hardrock/Metal

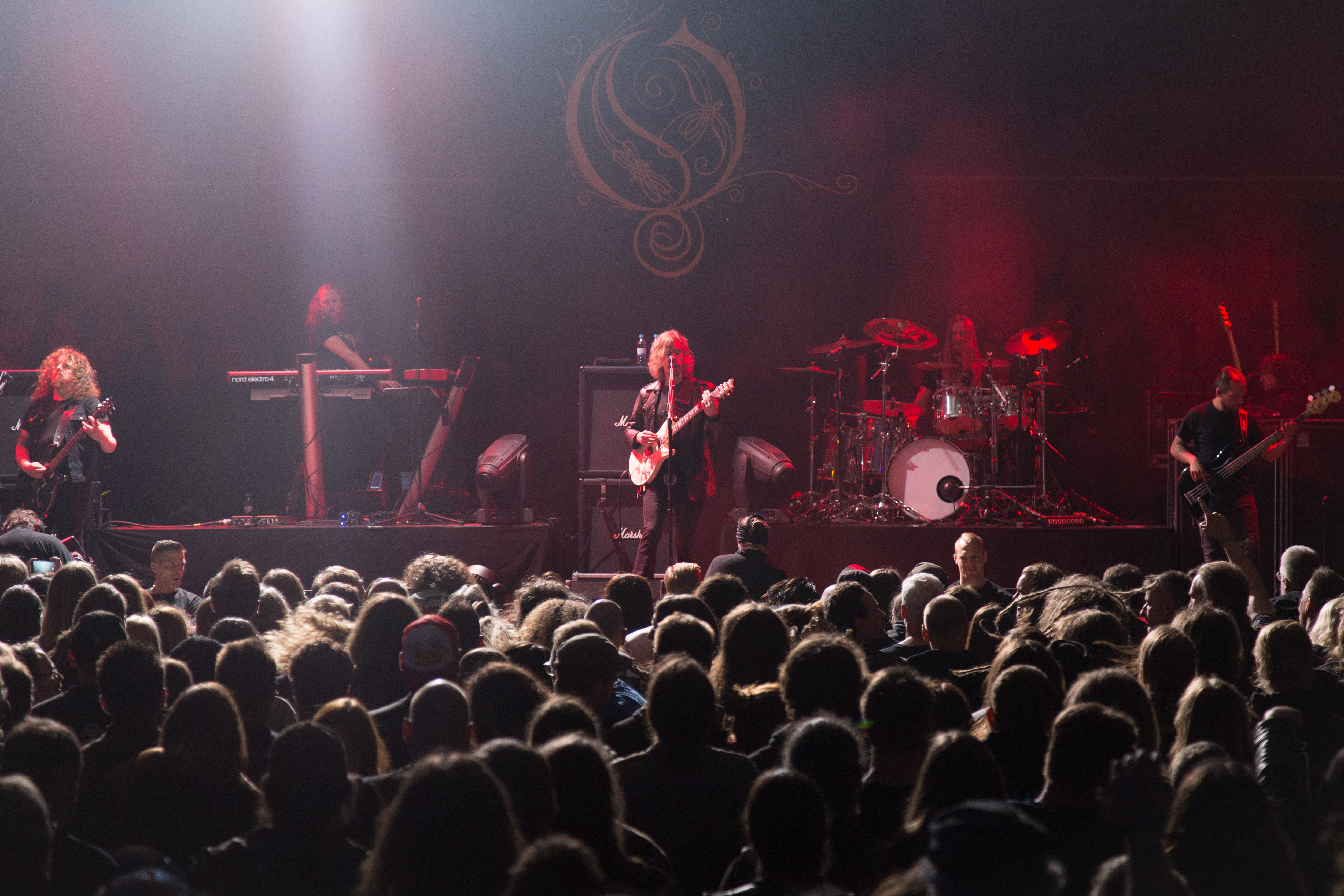
Opeth sind amtierende Rekordpreisträger.

Der Grammis ist ein schwedischer Musikpreis, der von 1969 bis 1971 und seit 1987 vergeben wird. Die Kategorie Hardrock/Metal wurde im Jahre 1993 eingeführt.

## Über den Preis
Für die Preisvergabe kommen nur schwedische Bands in Frage, die stilistisch in den Bereichen Hard Rock und Metal aktiv sind. Es wurden allerdings auch Bands aus dem Genres Punk oder Hardcore nominiert. Zunächst hieß die Kategorie Hårdrock und ab 2000 Årets Hårdrock. Schließlich heißt die Kategorie seit 2011 Årets Hårdrock/Metall. Von 1993 bis 2002 sowie 2009 wurde die Wahl aus vier nominierten Alben getroffen, während seit 2003 jeweils fünf Alben nominiert werden. 2008 wurden sogar zehn Alben nominiert. 
Erster Preisträger war die Band Sator für ihr Album Headquake. Erfolgreichste Künstler mit vier Auszeichnungen sind die Bands Ghost und In Flames. Jeweils zwei Preise erhielten die Backyard Babies, Candlemass, Graveyard, The Haunted, Mustasch, Opeth und Tribulation. Ghost und Graveyard waren bislang die einzigen Bands, die zweimal in Folge den Preis gewinnen konnten. Hingegen wurde die Band Hammerfall siebenmal und die Band Entombed fünfmal nominiert, ohne dass diese Bands einen Preis gewinnen konnten.

## Preisträger
| Jahr | Künstler / Band   | Werk                          | Weitere nominierte Künstler |
| ---- | ----------------- | ----------------------------- | --- |
| 1993 | Sator             | Headquake                     | Candlemass – Chapter Six Electric Boys – Groovus Maximus Road Ratt – Road Ratt |
| 1994 | Clawfinger        | Deaf Dumb Blind               | It´s Alive – Earthquake Visions Mental Hippie Blood – Metal Hippie Blood Skintrade – Skintrade |
| 1995 | Mary Beats Jane   | Mary Beats Jane               | Misery Loves Co. – Misery Loves Co. Refused – This Just Might Be the Truth Tiamat – Wildhoney |
| 1996 | Fireside          | Do Not Tailgate               | At the Gates – Slaughter of the Soul Yngwie Malmsteen – Magnum Opus Meshuggah – Destroy Erase Improve |
| 1997 | Hellacopters      | Supershitty to the Max!       | Mother Superior – The Mothership Has Landed Refused – Songs to Fan the Flames of Discontent Spiritual Beggars – Another Way to Shine |
| 1998 | Misery Loves Co.  | Not Like Them                 | Entombed – DCLXVI: To Ride Shoot Straight and Speak the Truth Hammerfall – Glory to the Brave Tiamat – A Deeper Kind of Slumber |
| 1999 | Backyard Babies   | Total 13                      | Arch Enemy – Stigmata Refused – The Shape of Punk to Come The Soundtrack of Our Lives – Extended Revalation |
| 2000 | LOK               | Belinda                       | Breach – Venom Dark Tranquillity – Projector Nomads – Big Sound 2000 |
| 2001 | The Haunted       | The Haunted Made Me Do It     | Entombed – Uprising Hammerfall – Renegade The Hives – Veni Vidi Vicious |
| 2002 | Backyard Babies   | Making Enemies Is Good        | Entombed – Morning Star Opeth – Blackwater Park Sahara Hotnights – Jennie Bomb |
| 2003 | Opeth             | Deliverance                   | The Hellacopters – By the Grace of God In Flames – Reroute to Remain Mustasch – Above All Pathos – Katharsis |
| 2004 | The Haunted       | One Kill Wonder               | Backyard Babies – Stockholm Syndrome Evergrey – Recreation Day Mustasch – Ratsafari Opeth – Damnation |
| 2005 | In Flames         | Soundtrack to Your Escape     | Dismember – Where Ironcrosses Grow Entombed – Unreal Estate Europe – Start from the Dark The Hellacopters – Strikes Like Lightning |
| 2006 | Candlemass        | Candlemass                    | Hammerfall – Chapter V: Unbent, Unbowed, Unbroken Hardcore Superstar – Hardcore Superstar Meshuggah – Catch Thirtythree Opeth – Ghost Reveries |
| 2007 | In Flames         | Come Clarity                  | Backyard Babies – People Like People Like People Like Us Europe – Secret Society Hammerfall – Threshold The Haunted – The Dead Eye |
| 2008 | Mustasch          | Latest Version of the Truth   | Arch Enemy – Rise of the Tyrant Candlemass – King of the Grey Island Clawfinger – Life Will Kill You Crashdïet – The Unattractive Revolution Dark Tranquillity – Fiction Entombed – Serpent Saints Hardcore Superstar – Dreamin´ in a Casket Lillasyster – Hjärndöd Musik för en Hjärndöd Generation Takida – Bury the Lies |
| 2009 | In Flames         | A Sense of Purpose            | Millencolin – Machine 15 Opeth – Watershed Sabaton – The Art of War |
| 2010 | Mustasch          | Mustasch                      | Candlemass – Death Magic Doom Hammerfall – No Sacrifice, No Victory Hardcore Superstar – Beg for It Raised Fist – Veil of Ignorance |
| 2011 | Watain            | Lawless Darkness              | Ghost – Opus Eponymous Khoma – A Final Storm Pascal – Orkanen Närmar Sig Sabaton – Coat of Arms |
| 2012 | Graveyard         | Hisingen Blues                | Hammerfall – Infected The Haunted – Unseen In Flames – Sounds of a Playground Fading Opeth – Heritage |
| 2013 | Graveyard         | Lights Out                    | Katatonia – Dead End Kings Sabaton – Carolus Rex Switchblade – Switchblade 2012 Witchcraft – Legend |
| 2014 | Ghost             | Infestissumam                 | Crashdïet – The Savage Playground Nicke Borg Homeland – Ruins of a Riot The Kristet Utseende – Pervogenesis Watain – The Wild Hunt |
| 2015 | At the Gates      | At War with Reality           | Crucified Barbara – In the Red In Flames – Siren Charms Opeth – Pale Communion Spiders – Shake Electric |
| 2016 | Ghost             | Meliora                       | Backyard Babies – Four by Four Graveyard – Innocent & Decadent Refused – Freedom Tribulation – The Children of the Night |
| 2017 | Ghost             | Popestar                      | Amaranthe – Maximalism Cult of Luna & Julie Christmas – Mariner Dark Tranquillity – Atoma In Flames – Battles |
| 2018 | Europe            | Walk the Earth                | Arch Enemy – Will to Power H.E.A.T – Into the Great Unknown The Night Flight Orchestra – Amber Galactic Vampire – With Primeval Force |
| 2019 | Tribulation       | Down Below                    | At the Gates – To Drink from the Night Itself Ghost – Prequelle Hardcore Superstar – You Can’t Kill My Rock ’n’ Roll The Night Flight Orchestra – Sometimes the World Ain’t Enough |
| 2020 | Candlemass        | The Door to Doom              | Entombed A.D. – Bowels of Earth Hammerfall – Dominion Opeth – In Cauda Venenum The Flower Kings – Waiting for Miracles |
| 2021 | Dark Tranquillity | Moment                        | Hällas – Conundrum Lucifer – Lucifer III Necrophobic – Dawn of the Damned Vampire – Rex |
| 2022 | Tribulation       | Where the Gloom Becomes Sound | At the Gates – The Nightmare of Being Lucifer – Lucifer IV Nestor – Kids in a Ghost Town The Night Flight Orchestra – Aeromantic II |
| 2023 | Ghost             | Impera                        | Amon Amarth – The Great Heathen Army Arch Enemy – Deceivers The Halo Effect – Days of the Lost Watain – The Agony & Ecstasy of Watain |
| 2024 | In Flames         | Foregone                      | Eradikated – Descandants Ghost – Phantomime Marduk – Memento Mori Tribulation – Hamartia |
| 2025 | Opeth             | The Last Will and Testament   | Amaranthe – The Catalyst Horndal – Head Hammer Man Nestor – Teenage Rebel Skraeckoedlan – Vermillion Sky |

## Ranglisten
| Siege | Künstler / Band                                                                   |
| ----- | --------------------------------------------------------------------------------- |
| 4     | Ghost, In Flames                                                                  |
| 2     | Backyard Babies, Candlemass, Graveyard, The Haunted, Mustasch, Opeth, Tribulation |

| Siege | Künstler / Band                                                                |
| ----- | ------------------------------------------------------------------------------ |
| 8     | In Flames, Opeth                                                               |
| 7     | Ghost, Hammerfall                                                              |
| 5     | Entombed                                                                       |
| 4     | Arch Enemy, Hardcore Superstar, Refused                                        |
| 3     | At the Gates, Backyard Babies, Candlemass, The Night Flight Orchestra, Sabaton |